# Estancias de Rafael

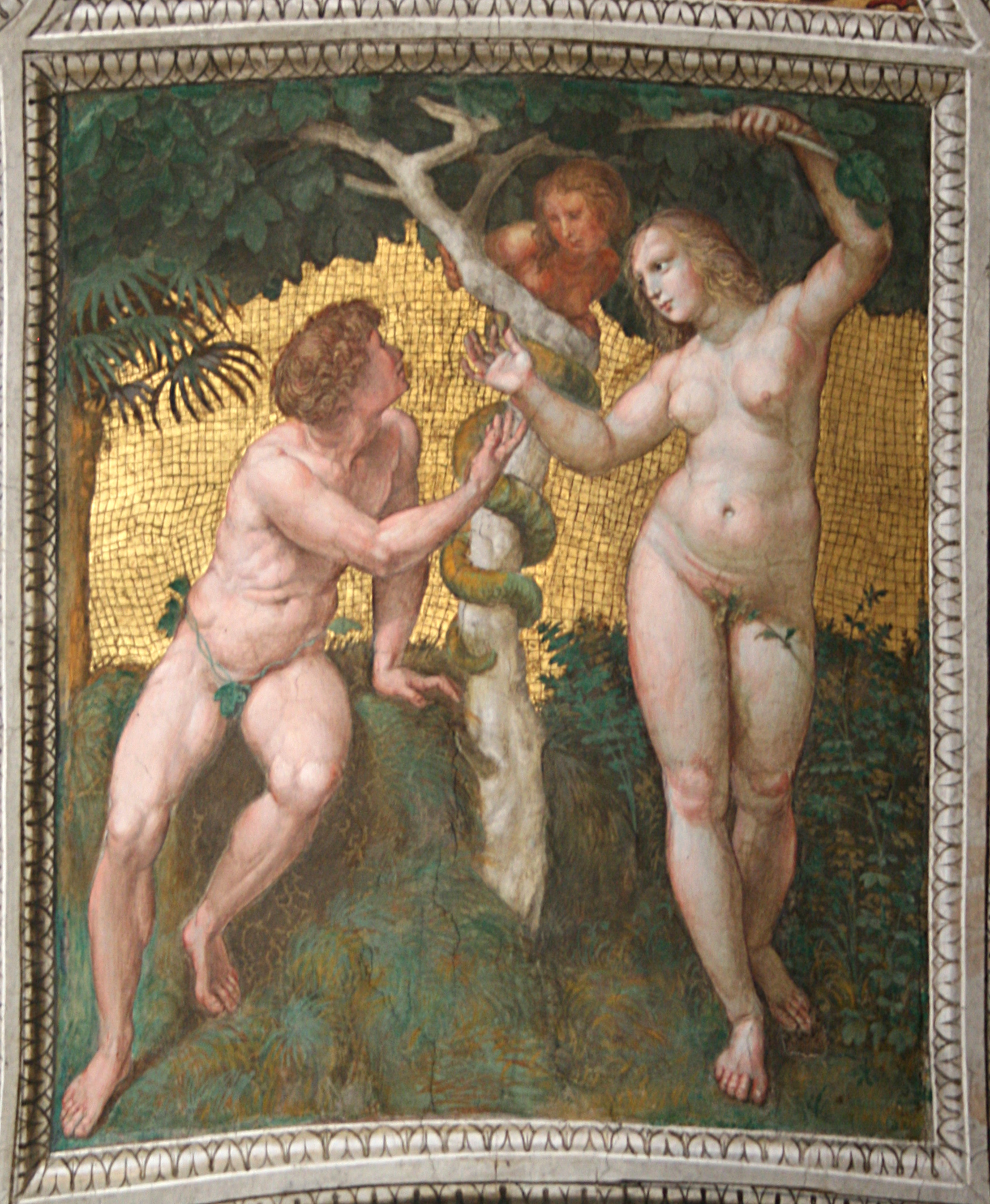
Adán y Eva, en la Sala del Sello -considerado del maestro-.

Las Estancias de Rafael (en italiano, Stanze di Raffaello) son cuatro habitaciones o salas situadas en el segundo piso del Palacio Apostólico (Ciudad del Vaticano). Fueron decoradas con frescos del pintor renacentista italiano Rafael y sus discípulos en el periodo entre 1508 y 1524. Se conoce el nombre de los principales discípulos y colaboradores de Rafael, en esta y otras obras: Giulio Romano, Giovanni da Udine, Gianfrancesco Penni y Perin del Vaga. Junto a los frescos de la Capilla Sixtina, obra de Miguel Ángel, constituyen el ciclo de frescos que marcan el Alto Renacimiento en Roma.
En agosto de 1508 Donato d'Angelo Bramante llamó a su paisano de Urbino, Rafael, para que realizara trabajos de decoración en Roma. El papa Julio II situó sus dependencias privadas sobre lo que habían sido las habitaciones del papa Borgia, Alejandro VI. Dichas salas estaban decoradas con frescos de Pietro Perugino, de Sodoma y otros. Julio II ordenó que los rasparan y encargó a Rafael que decorase las cuatro estancias. Se encuentran en la tercera planta, sobre el lado meridional del patio del Belvedere.
Físicamente,  el orden de las cuatro salas, desde el este hacia el oeste, tal como un visitante entraría en el apartamento es: Sala de Constantino, Sala de Heliodoro, Sala de la Signatura y Sala del Incendio del Borgo. No obstante, otro es el orden cronológico en que se pintaron los frescos.
Después de la muerte del papa Julio II en 1513, con dos habitaciones ya decoradas, el papa León X continuó el programa. A la muerte de Rafael, en 1520, sus ayudantes Gianfrancesco Penni, Giulio Romano y Raffaellino del Colle acabaron el proyecto con los frescos de la Sala de Constantino. El esquema de las obras es el siguiente:
| Visión general (I) | Visión general (II) | Muro este | Muro sur | Muro oeste | Muro norte | Bóveda | Nombre y representaciones (de izq. a der.) |
| ------------------ | ------------------- | --------- | -------- | ---------- | ---------- | ------ | --- |
|                    |                     |           |          |            |            |        | Estancia del Sello: 1. La disputa del Sacramento, 2. Virtudes cardinales y la ley, 3. La escuela de Atenas, 4. El Parnaso y 5. Bóveda.                               |
|                    |                     |           |          |            |            |        | Estancia de Heliodoro: 1. La expulsión de Heliodoro del templo, 2. La misa de Bolsena, 3. Encuentro de León Magno con Atila, 4. Liberación de San Pedro y 5. Bóveda. |
|                    |                     |           |          |            |            |        | Estancia del Incendio del Borgo: 1. Batalla de Ostia, 2. El incendio del Borgo, 3. Coronación de Carlomagno, 4. Justificación de León III y 5. Bóveda.               |
|                    |                     |           |          |            |            |        | Estancia de Constantino: 1. Visión de la Cruz, 2. Batalla de Constantino contra Majencio, 3. Bautismo de Constantino, 4. Donación de Roma y 5. Bóveda.               |

## Estancia de la Signatura (1508-1511)
La Estancia de la Signatura era el estudio que albergaba la biblioteca de Julio II, en la que se ubicó originariamente el tribunal de la Signatura de la gracia. Tiene forma cuadrada, con ventanas en dos de las paredes. La Disputa del Sacramento y la Escuela de Atenas ocupan las dos grandes paredes lisas, una frente a otra. El Parnaso está en una de las paredes con ventana y las Virtudes cardinales y teologales y la Ley en la otra. Son los frescos más armoniosos de toda la serie.
El sentido del conjunto era el orden en la Humanidad por medio de la sabiduría mundana y espiritual, así como la armonía que los humanistas del Renacimiento percibían entre las enseñanzas cristianas y la filosofía griega. Se visualizaban los conceptos de la Verdad, el Bien y la Belleza. Cada una de las paredes reflejaba una actividad humana en el ámbito del pensamiento: la Teología, la Filosofía, la Justicia y las Artes. El concepto del artista armoniza los espíritus de la Antigüedad y del cristianismo y refleja el contenido de la biblioteca del papa con temas de teología, filosofía, jurisprudencia y artes poéticas, representados en tondi por encima de los lunetos de las paredes. El tema de la sabiduría es apropiada puesto que en esta habitación era la cámara del consejo para la Signatura Apostólica, donde se firmaban y sellaban los documentos papales más importantes.Se cree fue el propio papa Julio II el que proporcionó el esquema a seguir.
- La Disputa del Sacramento

Es el primer trabajo ejecutado por Rafael, quien lo terminó en el año 1509. La anchura en la base del fresco es de 770 cm. Representa la Teología, a través de una escena sobre la Gloria de la Eucaristía.
Destaca de este fresco, sobre todo, su hábil composición, indicando la doble presencia de la Eucaristía tanto arriba, en el cielo, como abajo en la tierra. En la parte superior se ve a la Trinidad, con el Padre, Jesús y el Espíritu Santo. En la parte inferior, la Iglesia como institución que custodia la Eucaristía y milita en defensa de la fe. 
- La Escuela de Atenas

Fue ejecutada en los años 1509-1510. Su base tiene una anchura de 770 cm. Está situada frente a la Disputa del Sacramento. Representa la Filosofía, a través de una escena en la que se narra una sesión entre los filósofos clásicos. 
Los filósofos se encuentran en una arquitectura clásica, abovedada como unas termas. En unos nichos se ven figuras gigantescas de los dioses Apolo y Minerva. El centro de la composición, alrededor del punto de fuga, lo dominan las figuras de Platón y Aristóteles, que debaten sobre la búsqueda de la Verdad; el primero indica al cielo y el segundo a la tierra. En otros personajes se ha identificado a distintos filósofos de la Antigüedad, puestos sobre dos niveles, separados de una escalinata. Destaca entre ellos la figura del primer plano, un poco a la izquierda, que se supone que representa a Heráclito. No estaba en el esbozo o cartón de este fresco, que se conserva en la Biblioteca Ambrosiana de Milán. Se retrata en esta figura a Miguel Ángel, como se ve en el rostro, que es el del pintor florentino ligeramente mejorado, además de en las características stivali que calza: eran unas botas de montar que el pintor florentino no solía quitarse; está escribiendo uno de sus sonetos. Este añadido obedece a la inspiración que suscitaron en Rafael las primeras partes visibles de la bóveda de la Capilla Sixtina. Al tiempo, esta figura evita un gran vacío en esa parte del fresco. También retrató como filósofos a sus contemporáneos Leonardo da Vinci y Bramante. Llama la atención igualmente la figura de Diógenes está tirado en el suelo como un perro tomando el sol. 
- El Parnaso

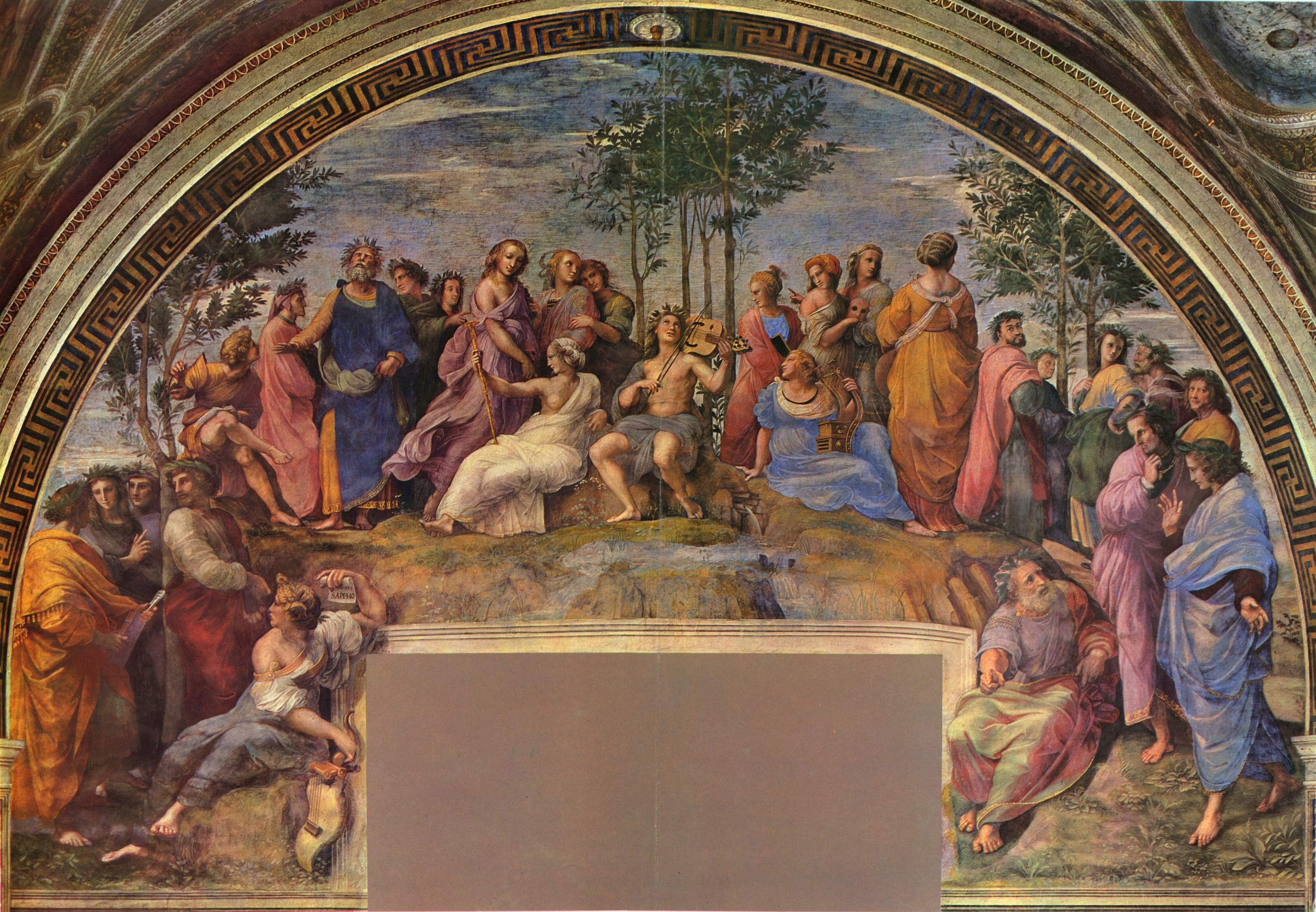
El Parnaso.

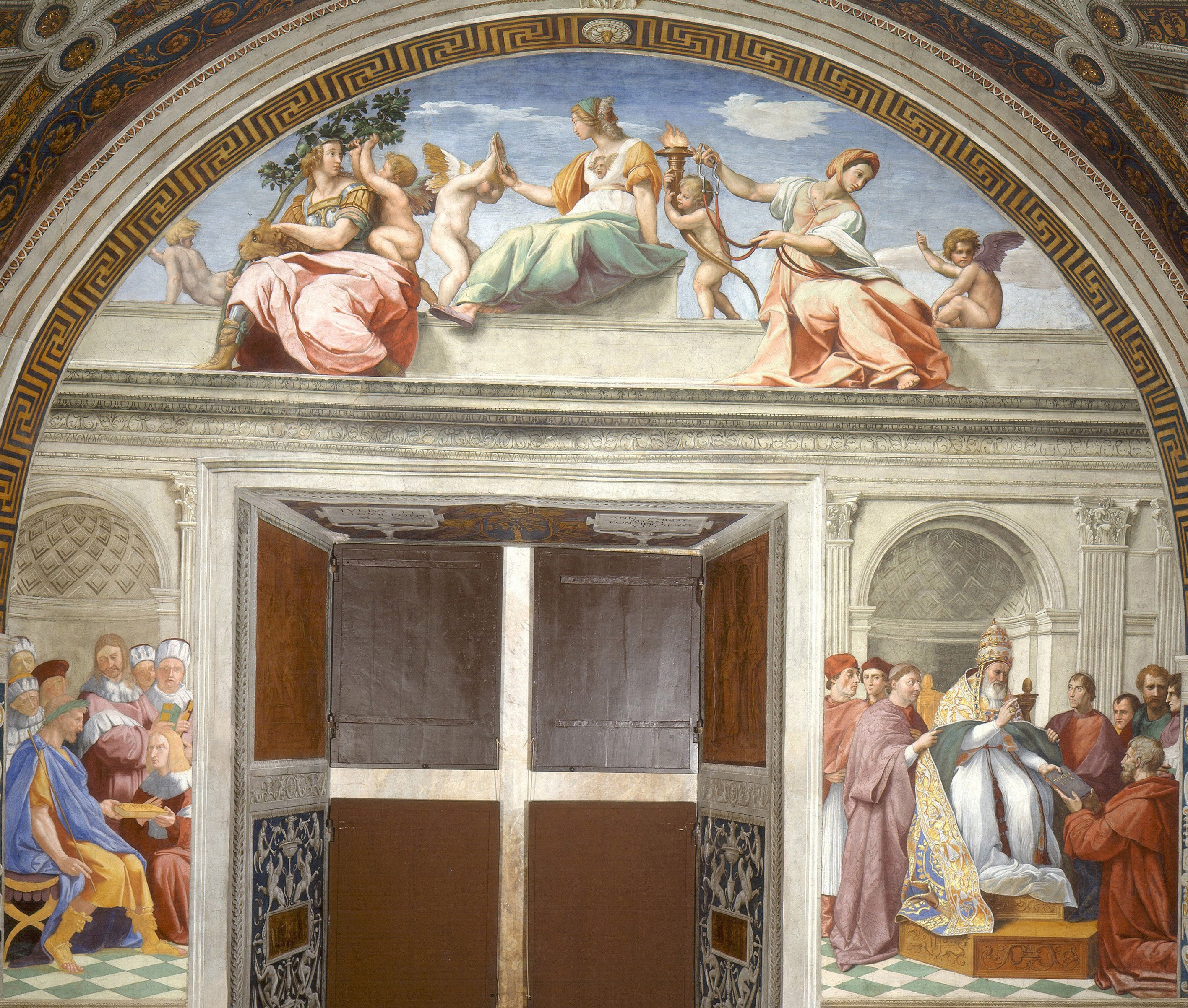
Las virtudes cardinales.

Esta alegoría del Parnaso se encuentra encima de una de las ventanas. Fue ejecutado en el año 1511 y tiene una anchura en la base de 670 cm. Se representa la fuente Hipocrene, al dios Apolo tocando el violín y, a su alrededor, las nueve musas. Rafael representó a numerosos literatos conversando entre sí sin atender al concierto. Aquí aparecen no sólo poetas de la Antigüedad clásica, sino también otros posteriores e incluso contemporáneos, como Dante, Petrarca, Ariosto o Sannazaro.
Al discípulo Giovanni da Udine se le atribuye la ejecución de estas musas. 
- La Jurisprudencia (Las virtudes cardinales)

Esta alegoría del Jurisprudencia se encuentra encima de la otra ventana. Están representadas las Virtudes cardinales y las teologales y la Ley. Data del año 1511 y tiene una anchura en la base de 660 cm. Fue ejecutada por el taller.
La virtudes están en el luneto: fortaleza, prudencia y templanza.
A cada lado de la ventana hay una escena relacionada con la jurisprudencia: a la izquierda aparece la Entrega de las Pandectas por el emperador Justiniano y, a la derecha, Entrega de los Decretales por el papa Gregorio IX.
- La Bóveda.

La bóveda de esta sala conserva la magnífica decoración que ejecutaron Sodoma y sus ayudantes, todo lo que es la magnífica decoración; pero Rafael sustituyó los temas paganos de los medallones por alegorías de las facultades del espíritu: la Filosofía, la Teología, la Poesía y la Justicia. 
Existe un claro paralelismo entre estas figuras femeninas y el contenido de los frescos de las paredes. Cada una de ellas, además, está acompañada por un cuadrito sobre el mismo tema. Así, el medallón de la Teología tiene el correspondiente cuadrito con el Pecado original; la Filosofía está acompañada por una persona que mira la esfera del mundo; a la Jurisprudencia le corresponde el Juicio de Salomón y, finalmente, la Poesía está ilustrada con el certamen musical entre Apolo y Marsias.

## Sala de Heliodoro (1512-1514)
Esta segunda estancia estaba destinada antiguamente a las audiencias privadas del pontífice. Como la anterior, tiene también forma cuadrada, y dos de las paredes tienen ventanas. Es la habitación siguiente, yendo desde el este hacia el oeste desde la Sala de Constantino. Fue decorada por Rafael, con intervención de sus discípulos Penni y Giulio Romano, durante los años 1512-1514.
El tema escogido para este ciclo de frescos es el poder protector del papado, la Iglesia como institución que impone la paz. Por ello se escogieron episodios que demostraban la protección de Dios a la iglesia. La elección de este tema no es gratuita. En 1508 se había formado la Liga de Cambrai contra la República de Venecia, cuyos territorios ambicionaban Francia, España, Austria y el propio Papa. En los años 1510–11, el Papado se alió con Venecia. El propio Papa Julio II se puso al frente de las tropas pontificias, luchando en estos años como un soldado más, de ahí la imagen envejecida y barbuda que se presenta en estos años. La victoria de la Liga Santa afirmó la imagen del «papa guerrero» como Sumo Sacerdote triunfador en la lucha entre el poder eclesiástico y el civil. Este triunfo de la Iglesia es lo que glorifica Rafael en los frescos de esta segunda sala.
En todos los frescos, Rafael, de manera aduladora, incluye a su patrón, el papa Julio II, como participante u observador.
- La Expulsión de Heliodoro del templo.

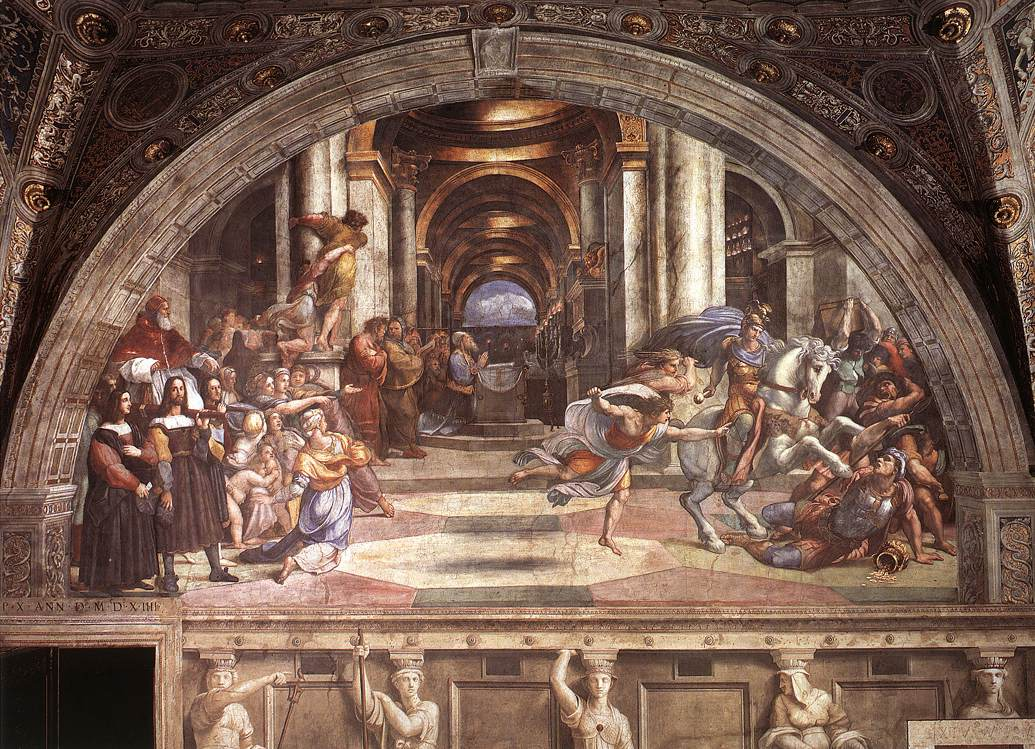
Expulsión de Heliodoro del templo.

También es conocido con el nombre de Repulsa de Heliodoro. Se observa aquí la intervención de Penni y Giulio Romano. Fue ejecutado en los años 1511 y 1512. Tiene una anchura en la base de 750 cm. Queda en la parte derecha de la Sala y es el fresco que da nombre a la cámara.
Representa un milagro narrado en el Segundo libro de los Macabeos, 3: 24-34. Heliodoro, general del rey de Siria, decidió confiscar el tesoro del Templo de Jerusalén para las arcas reales. Apareció entonces un jinete a caballo, cubierto por una armadura de oro, que levantó contra él los cascos de su caballo, al tiempo que aparecieron otros dos jóvenes resplandecientes, que lo golpearon y azotaron. De esta manera, Heliodoro cayó en tierra, y tuvo que retirarse; después se narra su conversión.
Pretende así simbolizarse la protección de Dios sobre la Iglesia amenazada en su patrimonio. Y es clara la alusión a la victoria de Julio II sobre las tropas extranjeras en Italia y a la protección sobrenatural que el papa creyó haber recibido en la campaña del Adriático.
En el fresco puede verse al Sumo Sacerdote de Jerusalén solo, rezando. 
- La misa de Bolsena

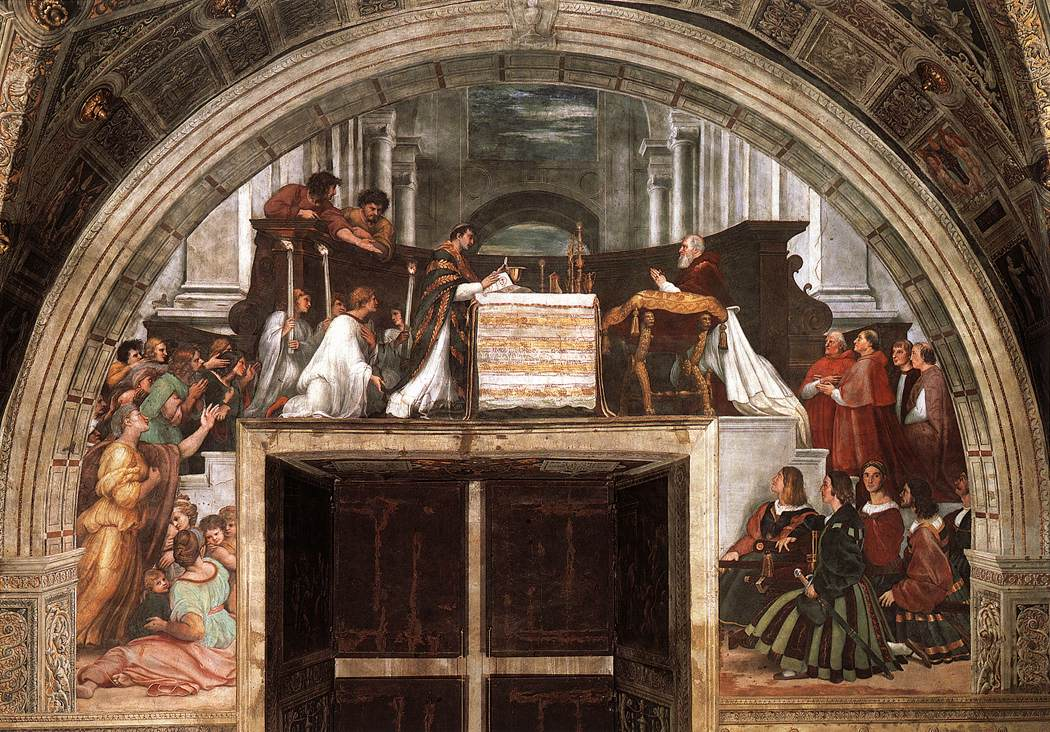
La misa en Bolsena.

Fue ejecutado en el año 1512, precisamente en los años en que Martín Lutero estuvo en Roma. Este fresco queda a la parte izquierda, sobre una ventana. Se considera que esta Misa de Bolsena es la obra maestra de Rafael como pintor de frescos, atribuyéndosele toda la belleza de este.
Narra un milagro acontecido en el año 1263. Un sacerdote bohemio duda de la realidad de la Transubstanciación en la Eucaristía. Estando de viaje por Italia, se detiene en Bolsena a celebrar una misa, en la que se produce el milagro: de la hostia mana sangre durante la consagración. A la izquierda está el sacerdote diciendo misa con la hostia en alto mientras que, frente a él, está representado el papa Julio II arrodillado, en atuendo guerrero, con sus tropas de suizos vistosamente vestidas. Así se representa la protección de Dios a la Iglesia amenazada en su fe. 
Cuando Julio II marchó a Bolonia para comenzar su campaña en el Adriático, pasó por Orvieto, donde pudo ver la reliquia que se guardaba en la catedral: los corporales de Bolsena, manchados con la sangre milagrosa. 
- La Liberación de San Pedro.

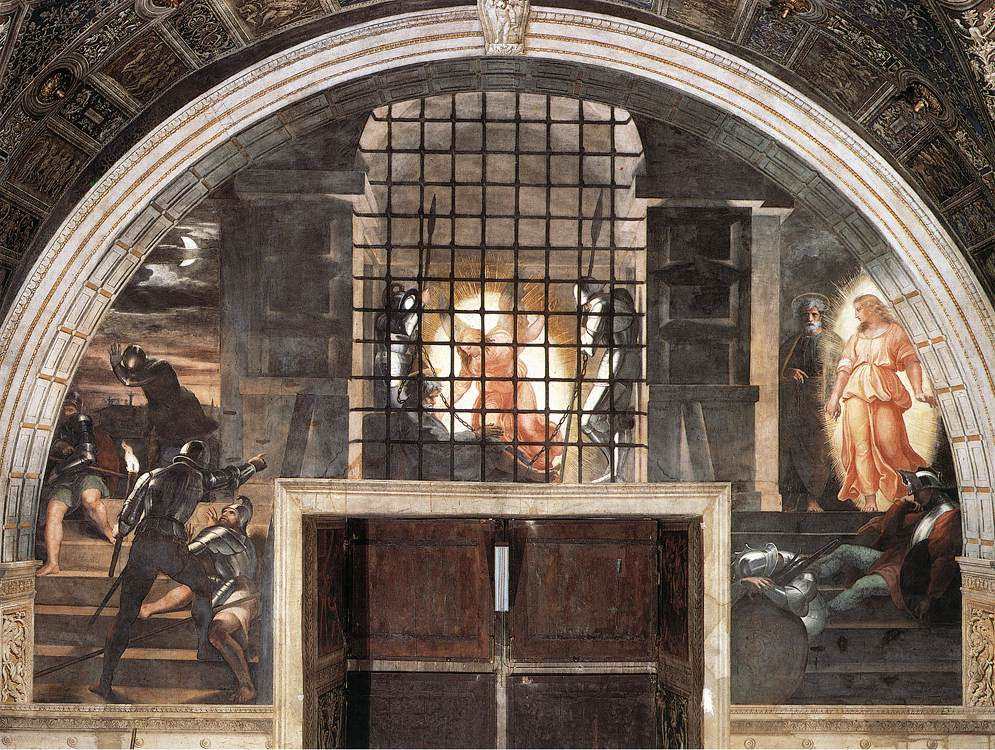
Liberación de san Pedro.

Es un fresco del año 1514. Tiene una anchura en la base de 660 cm. Está en la otra pared con ventana.
Representa la liberación de san Pedro de la cárcel por un ángel, tal como está narrada en los Hechos de los Apóstoles, capítulo 12:7-10. Se relata en tres escenas distintas: en el centro se ve al ángel despertar al santo, a la derecha cómo escapan ambos y en la izquierda los soldados que se despiertan para perseguirlos. Con ello se pretende representar la milagrosa protección concedida por Dios a la Iglesia amenazada la persona del pontífice. 
Destaca de este fresco la luz: débil aquella de la luna y resplandeciente la del ángel, que se suma a aquella natural que proviene de la ventana (real) inferior.
- El Encuentro de León Magno con Atila

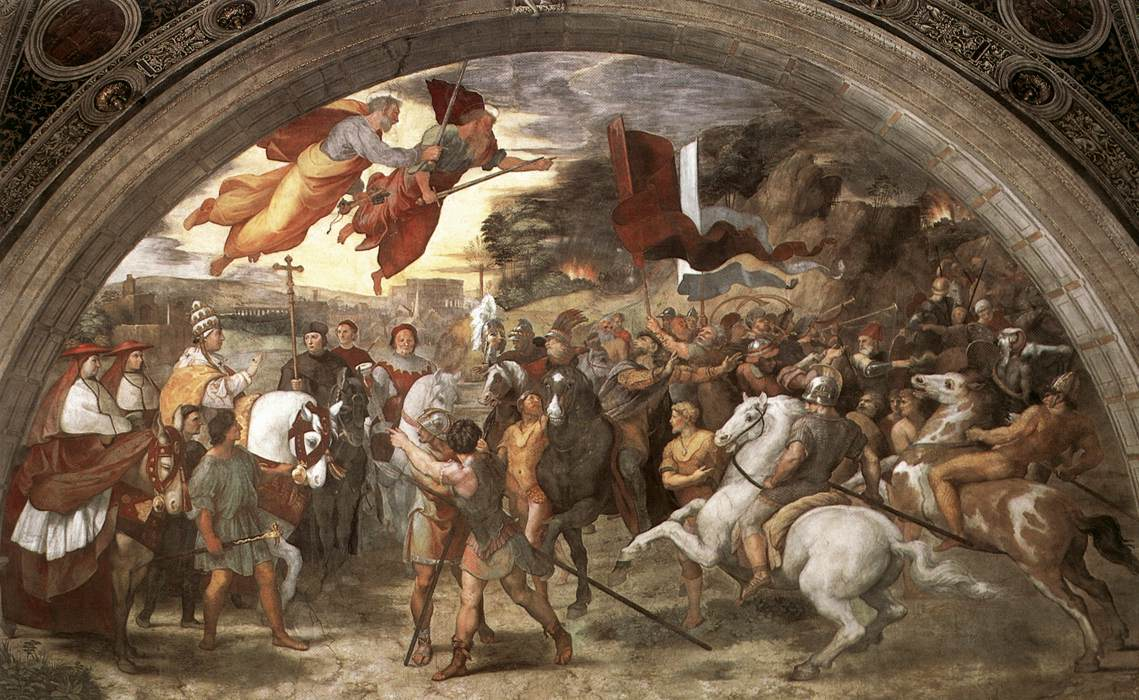
Encuentro del papa León el Grande con Atila.

Fresco ejecutado en 1513-1514. Tiene una anchura en la base de 750 centímetros. Se nota en esta obra la mano de Panni y Giulio Romano.
Representa el triunfo de la Iglesia, representada por el papa León el Grande, frente a los bárbaros, en ese caso, Atila, que amenazaban su propia sede. El papa lleva una escolta de cardenales a caballo y logra la retirada de los hunos. Incluye las figuras legendarias de san Pedro y san Pablo en el cielo sosteniendo espadas. Es una clara alusión a las luchas del Papado contra Francia.
Es interesante constatar que Rafael representó primero a León I con la cara del papa Julio II, pero después de la muerte de este, Rafael cambió la pintura para que se asemejara al nuevo papa, León X. 
- La Bóveda.

Se conservan algunas partes de los grutescos y arcadas de la bóveda atribuidas a Luca Signorelli, Bramantino, Lorenzo Lotto y Cesare da Sesto. A Rafael le corresponden las cuatro escenas del Antiguo Testamento en el centro de la bóveda: Noé que sale del arca (Génesis 8, 15-20), el Sacrificio de Isaac (Génesis 22, 1-14), Moisés frente a la zarza ardiente (Éxodo 3,1-12), y la Escalera de Jacob (Génesis 28, 10-22).

## Sala del Incendio del Borgo (1514-1517)
Esta tercera cámara es la última que Rafael vio terminada. Aunque el Incendio del Borgo se basó en un acabado diseño de Rafael, fue ejecutado por sus ayudantes, especialmente Penni, que ejecutaron los otros tres frescos sin su guía.
Julio II utilizaba esta sala para las reuniones del más alto tribunal de la Santa Sede: la Segnatura Gratiae et Iustitiae. El papa Julio II murió el 21 de febrero de 1513. Esta Cámara fue ejecutada ya bajo los auspicios del nuevo papa, León X, durante los años 1514 a 1517. El nuevo pontífice destinó esta cámara a sala de música.

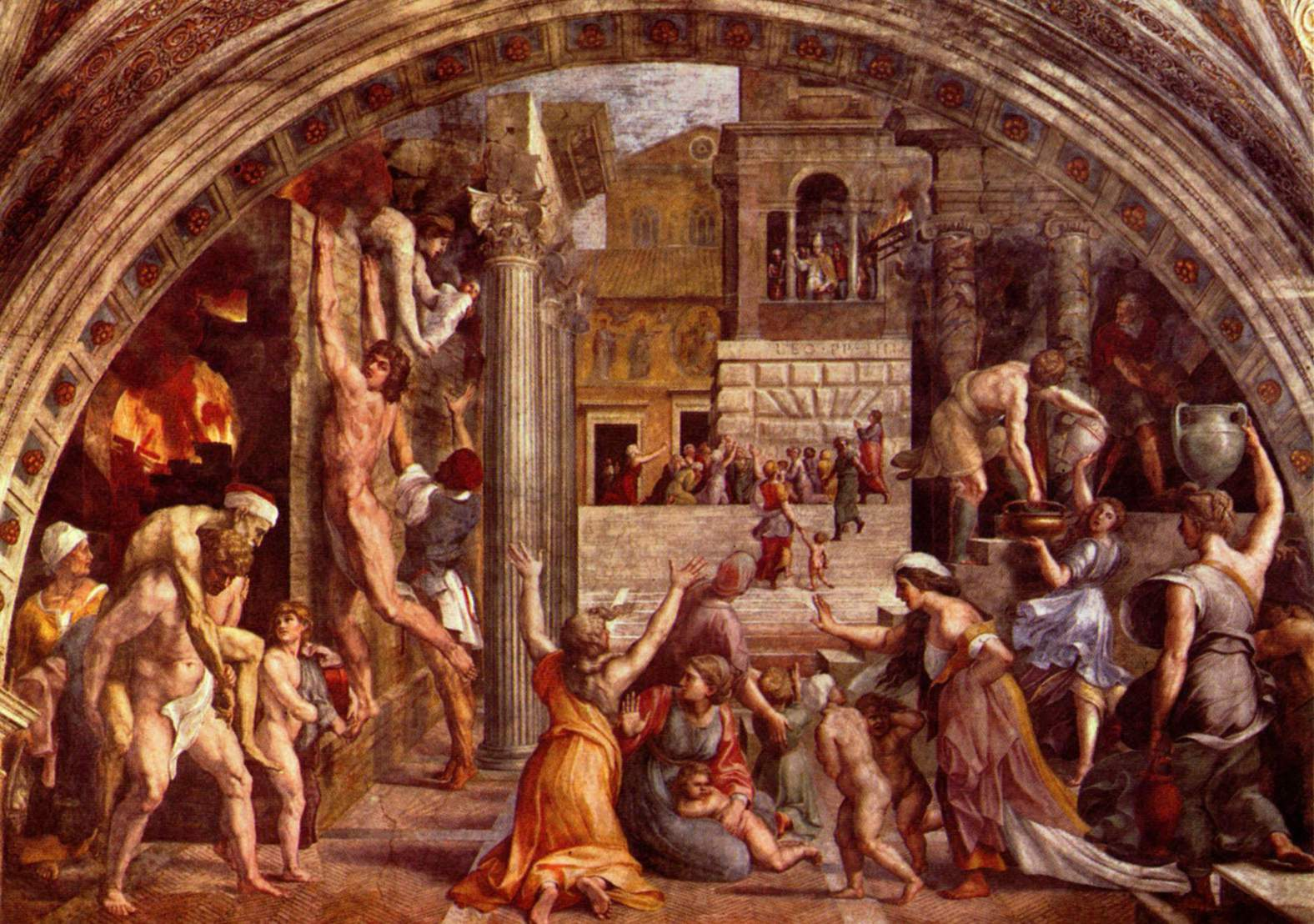
Incendio del Borgo, 1514, fresco, 457 cm.

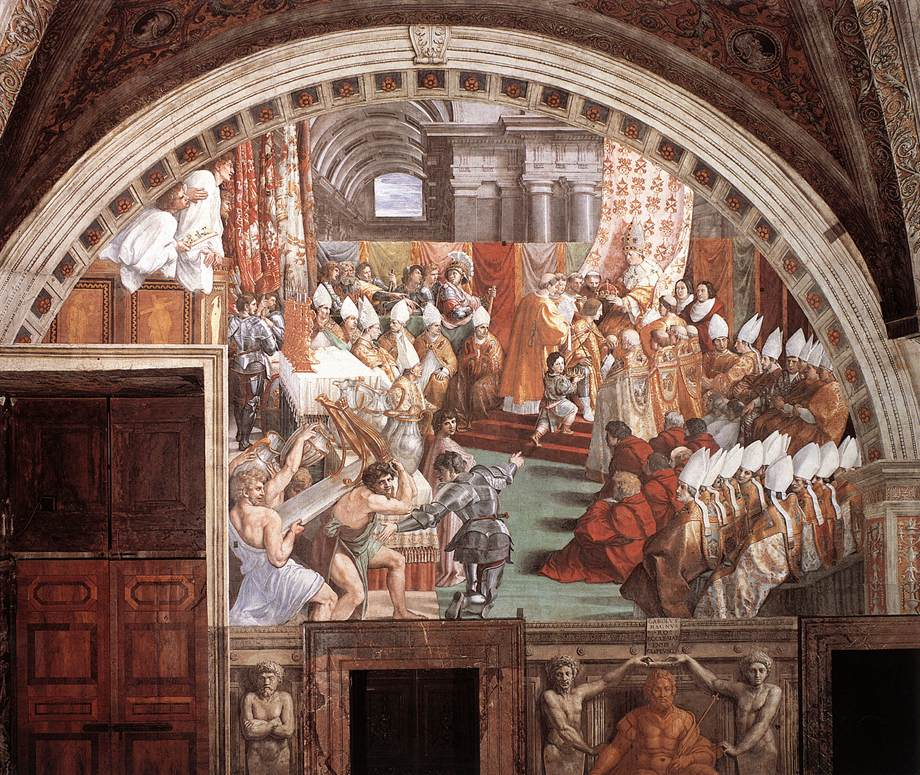
La Coronación de Carlomagno.

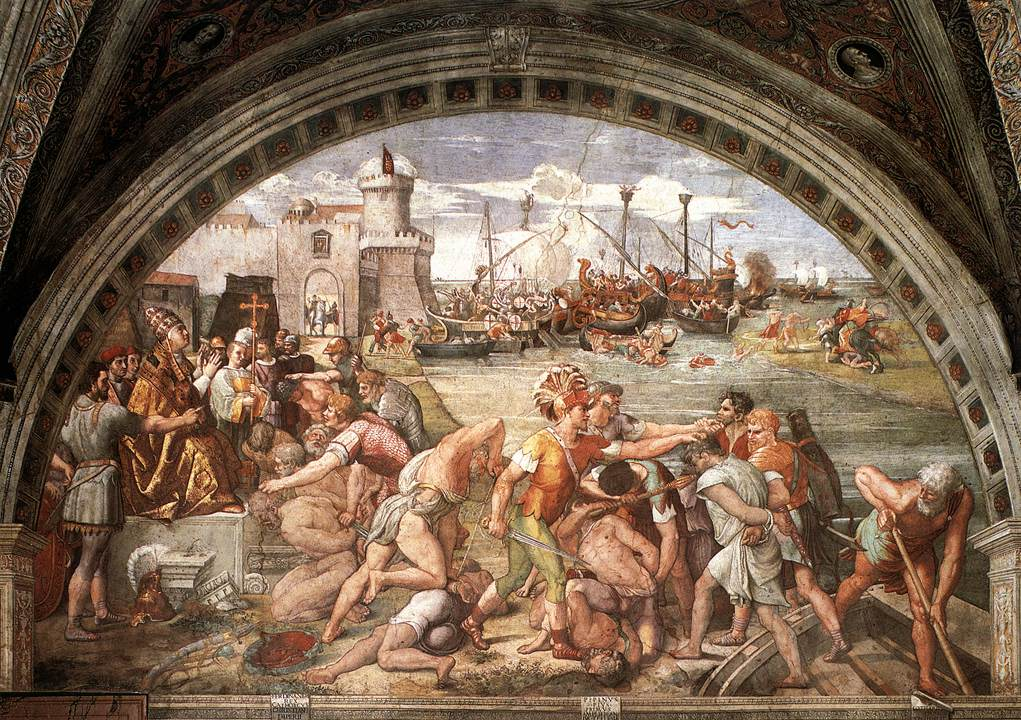
La batalla de Ostia.

Los frescos ilustran las aspiraciones políticas de León X a través de historias de papas que tuvieron su mismo nombre, en concreto, de León III y León IV, tal como se narraban en el Liber Pontificalis. Las figuras de los papas del pasado se representaron con el mismo aspecto que León X.
- El incendio del Borgo

Este fresco es el más conocido de esta sala y el que le da su nombre. Data del año 1514. La base tiene una anchura de 670 centímetros.
Representa un milagro de 847, atribuido al papa León IV en el Liber Pontificalis. Se había declarado un incendio en la ciudad, y el papa lo sofocó haciendo la señal de la cruz desde una ventana del Vaticano. Ejemplificaría así el favor divino obtenido a través del Pontífice.
Al fondo se ve la fachada de la antigua basílica de San Pedro, no demolida aún. Esta vieja basílica paleocristiana, un edificio de características clásicas, se pone en confrontación con la arquitectura del siglo XVI y los tres órdenes clásicos, el orden dórico, el jónico y el corintio; esto señala el evidente interés del artista por la arquitectura. En primer plano se ve a un hombre con otro a cuestas, se trataría de Eneas con su padre Anquises. De este modo, Rafael compara el acontecimiento con la huida de Eneas de Troya, según la cuenta Virgilio. El dibujo es rico en movimientos.
Los otros frescos de la sala son:
- Coronación de Carlomagno.

Escena de la vida de León III. La Coronación de Carlomagno muestra cómo Carlomagno fue coronado Imperator Romanorum el día de Navidad del año 800.
- Justificación de León III.

Escena de la vida de León III, también llamada El juramento de León III. El 23 de diciembre de 800, el papa León III prestó juramento a modo de penitencia frente a las acusaciones que alzaban contra él los sobrinos de su predecesor, el papa Adriano I. Este es el acontecimiento reflejado en este fresco.
- Batalla de Ostia.

Escena de la vida de León IV. La batalla de Ostia se inspiró en la victoria naval de León IV sobre los sarracenos en Ostia en 849.
- La Bóveda.

Se conservan las pinturas ejecutadas en tiempos de Julio II por Pietro Vannucci, el Perugino (1508), alusivas a la función de esta cámara como tribunal. Son cuatro tondos: la Santísima Trinidad, el Creador en el trono entre ángeles y querubines, Cristo como Sol Iustitiae y Cristo tentado por el demonio, Cristo entre la Misericordia y la Justicia.
En el zócalo están representados seis emperadores y soberanos protectores de la Iglesia.

## Sala de Constantino (1517-1525)

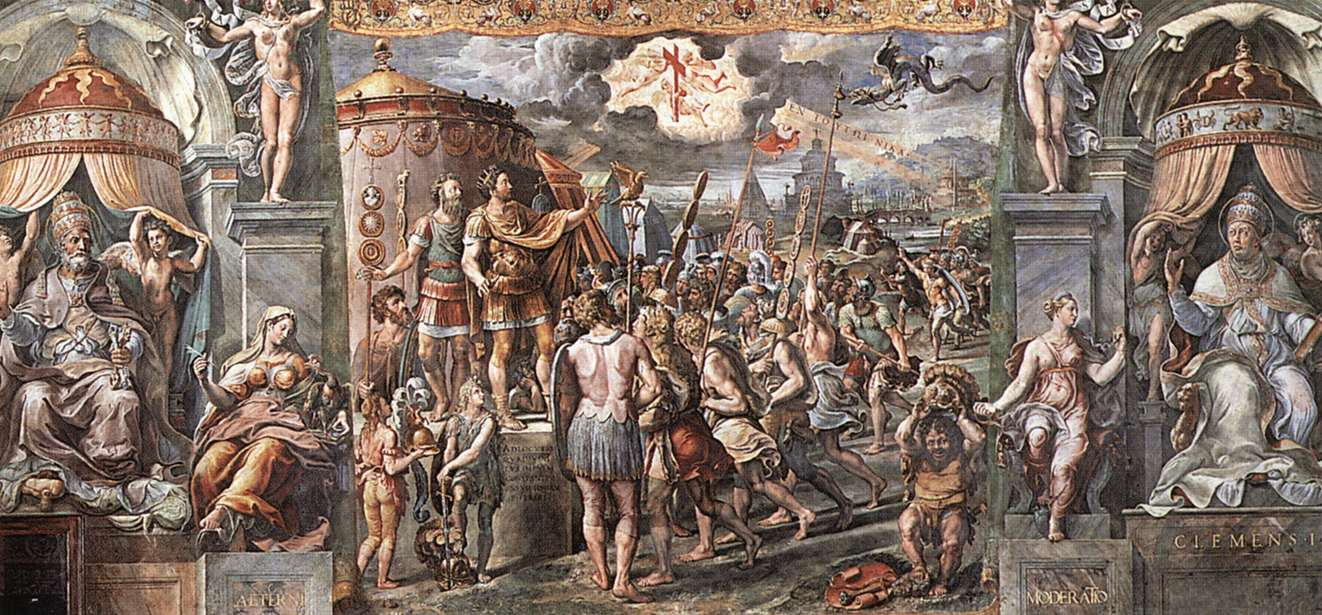
Visión de la Cruz.

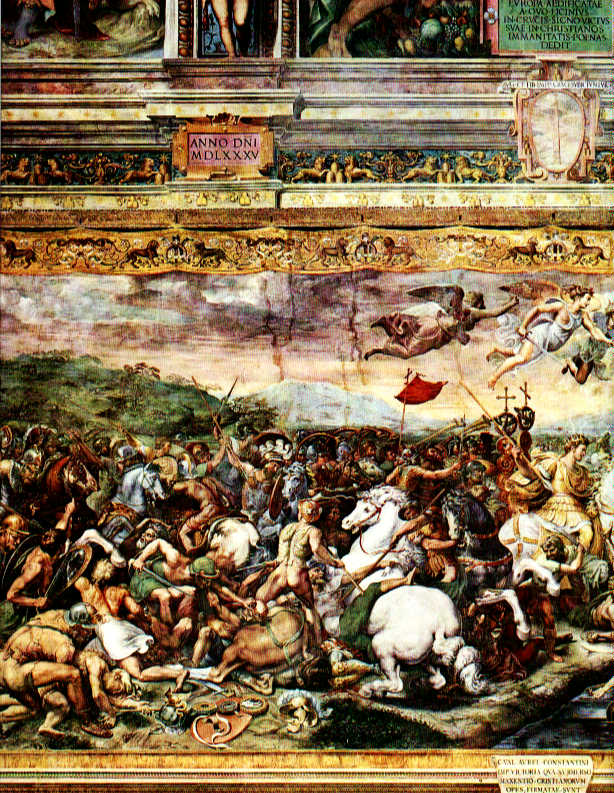
Constantino en el Puente Milvio, obra del taller de Rafael.

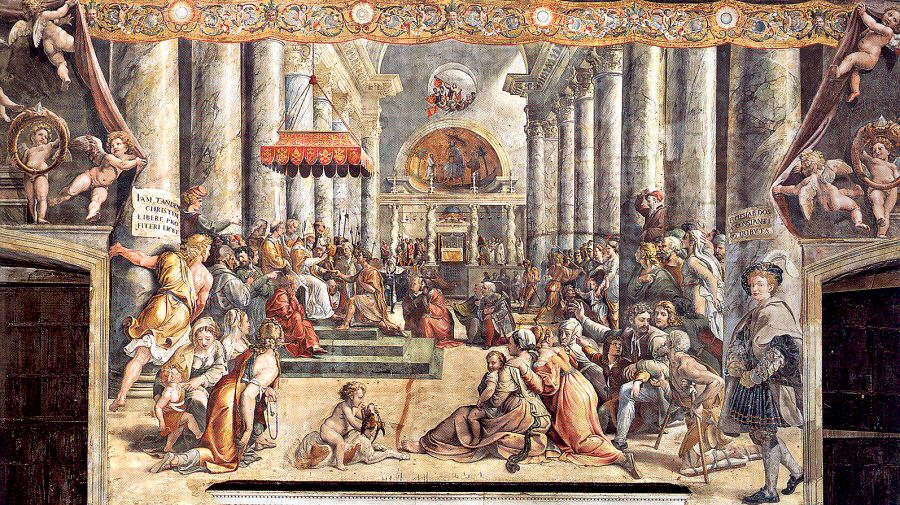
Donación de Constantino.

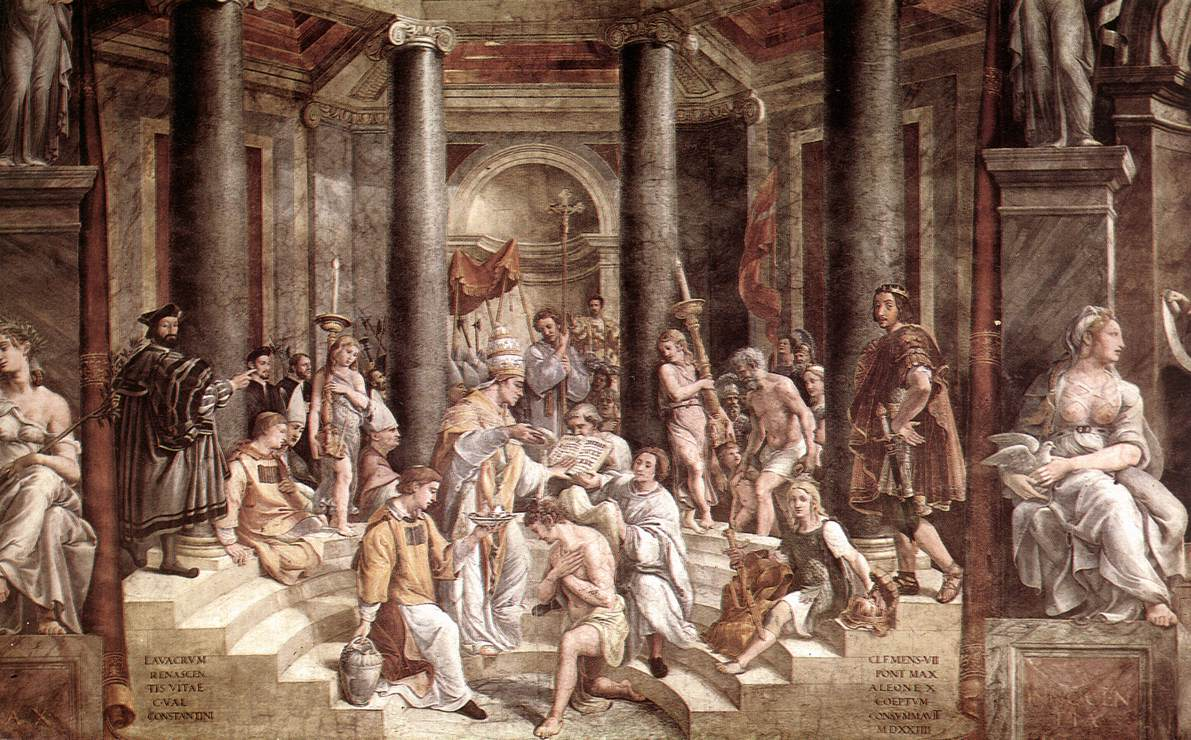
Bautismo de Constantino.

Esta es la última sala que se pintó. Es la habitación de mayor tamaño, y se dedicaba a recepciones y ceremonias oficiales. Sus frescos fueron realizados por alumnos de Rafael Giulio Romano, Gianfrancesco Penni y Raffaellino del Colle, según diseño previo del maestro. Debido a que no son obra autógrafa del maestro, los frescos son menos famosos que las obras de las habitaciones vecinas. 
El tema de los cuatro frescos principales es el triunfo del Cristianismo sobre el Paganismo. Para ello se usan escenas de la vida de Constantino, el primer emperador romano convertido al Cristianismo, de donde le viene el nombre a esta sala.
Siguiendo una larga tradición de adulación, los ayudantes de Rafael le dieron los rasgos del pontífice reinante, Clemente VII al papa Silvestre I en las pinturas.
- Visión de la Cruz

El fresco de la Visión de la Cruz describe la historia legendaria de una gran cruz que se apareció a Constantino al tiempo que marchaba para enfrentarse a su rival, Majencio. La visión en el cielo está pintada con las palabras "Εν τούτω νίκα" ("Con este signo, vencerás") escritas a su lado.
- Batalla de Constantino contra Majencio

También conocida como La batalla del puente Milvio o la Derrota de Majencio. El boceto previo es de Rafael. Se trata de un fresco de gran tamaño, atribuido a Giulio Romano, poco después de la muerte del maestro.
Narra la victoria de Constantino sobre Majencio en la Batalla del Puente Milvio que tuvo lugar el 28 de octubre de 312, posterior a la Visión de Constantino. Se trata de una de las más grandes composiciones militares existentes.
- Donación de Roma

La donación de Constantino se inspiró en los famosos documentos falsificados que garantizaban a los Papas soberanía sobre sus dominios temporales.
- Bautismo de Constantino

Es la última pintura. Es obra probablemente de Gianfrancesco Penni, y muestra al emperador en su lecho de muerte.
- La Bóveda.

En origen, el techo era de madera, pero el papa Gregorio XIII lo sustituyó por una bóveda, que fue decorada por Tommaso Laureti, concluyéndose a finales de 1585. El centro de la bóveda está ocupado con una alegoría del Triunfo de la religión cristiana.
La decoración de la sala se concluye con importantes pontífices y figuras alegóricas de Virtudes a los lados.